# Wanderer W25K
Wanderer W25K – samochód osobowy produkowany przez przedsiębiorstwo Wanderer-Werke w latach 1936–1939.
Samochód ten produkowany był jako konkurencja dla BMW 328. Wyprodukowano łącznie 258 takich samochodów.
Dla zwiększenia mocy silnika zastosowano w tym samochodzie rozwiązanie polegające na stałej pracy kompresora, co powodowało przeciążenie silnika, w rezultacie czego usterki były częste.

## Dane techniczne
- R6 2,0 l (1950 cm³)[1]
- Układ zasilania: b.d.
- Moc maksymalna: 85 KM (62 kW)[1]
- Prędkość maksymalna: b.d.